# Pieterburen
Pieterburen (Gronings: Paiderboeren) is een plaats in de gemeente Het Hogeland in het noorden van de Nederlandse provincie Groningen. De plaats telde in 2023 volgens het CBS 550 inwoners.
Pieterburen wordt voor het eerst in 1371 genoemd. In een oorkonde wordt gesproken over de parochianen van Sint Pieter in het nieuwe land. De eerste vermelding van de kerk van Pieterburen dateert van 1448.

## Cultuur
Even ten noorden van het dorp stond tot 1903 de borg Dijksterhuis, de laatste Groninger borg die werd afgebroken. Bij de sloop zijn de stenen van de borg gebruikt voor de bouw van huizen in Pieterburen.

### Bezienswaardigheden
- Voorheen het Zeehondencentrum Pieterburen, nu gevestigd in Lauwersoog onder de naam WEC.
- De gotische Petruskerk met een pneumatisch orgel in de kast van het Schnitgerorgel en houtsnijwerk van Allert Meijer en Jan de Rijk.
- De botanische heemtuin, genaamd Domies Toen.
- De koren- en pelmolen, De Vier Winden, uit 1846. De molen is in bedrijf op vrijwillige basis en wordt tevens gebruikt als instructiemolen voor het landelijke Gilde van Molenaars.
- In 2007 werd Pieterburen heringericht. Het centrum van het dorp kreeg een nieuw ingerichte Hoofdstraat, er werd een multifunctioneel plein aangelegd, het Martenspad werd verhard en er is een fietspad van Pieterburen naar de Waddenzee aangelegd.
- GaleriePH44, met o.a. het atelier van Theo Leijdekkers.

## Zoutdiapier
- Onder Pieterburen ligt een zoutdiapier in de Zechstein-formatie tussen ca. 220 en 3050 meter onder NAP.[2] Pogingen van het Franse bedrijf EDF om middels proefboringen te onderzoeken of het steenzout hieruit kon worden gewonnen om er vervolgens aardgas in op te slaan[3], werden in 2012 na 2 jaar opgegeven na groot protest onder de bevolking.[4]

## Afbeeldingen

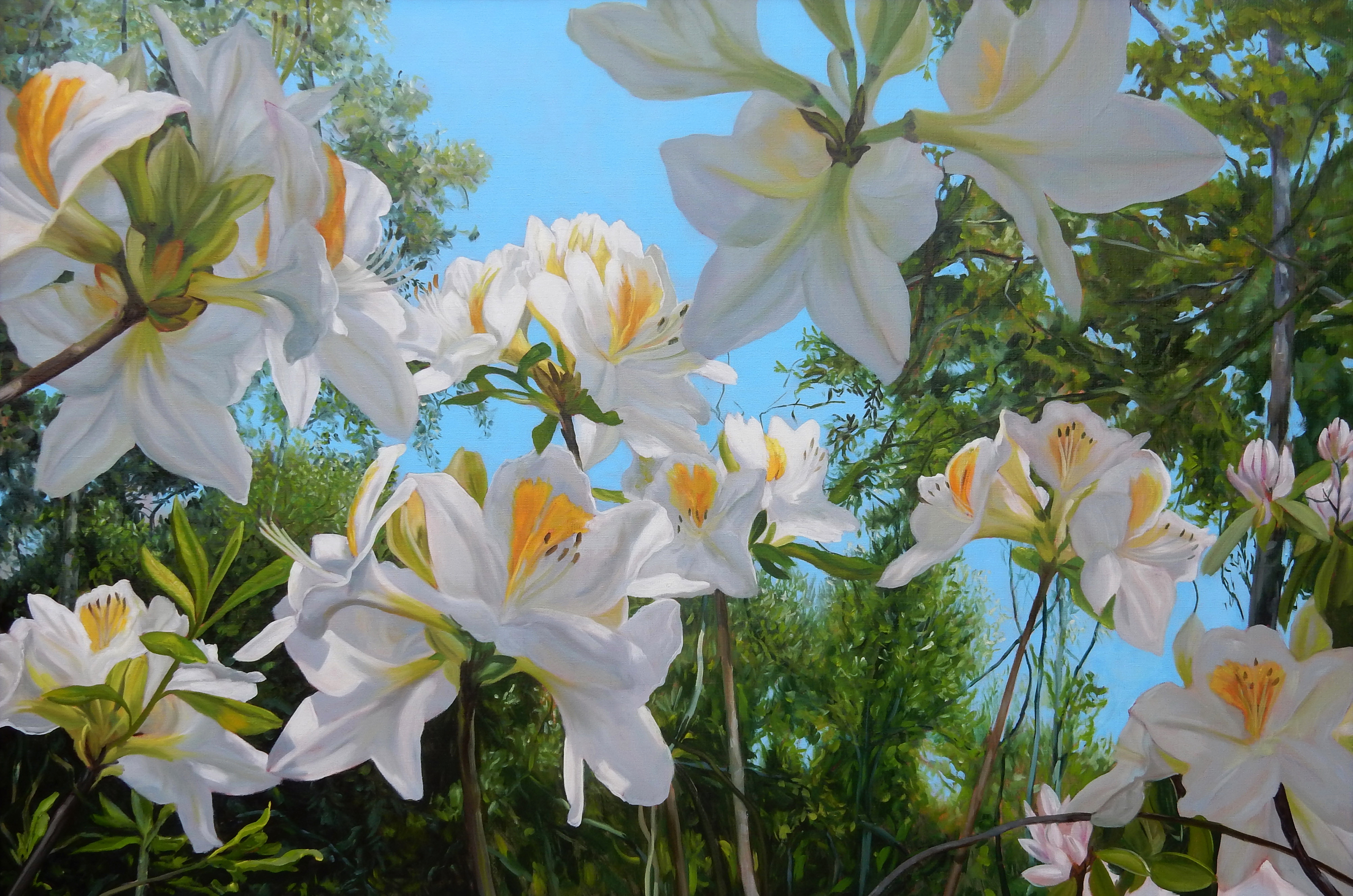
Bloemenschilderij, Theo Leijdekkers

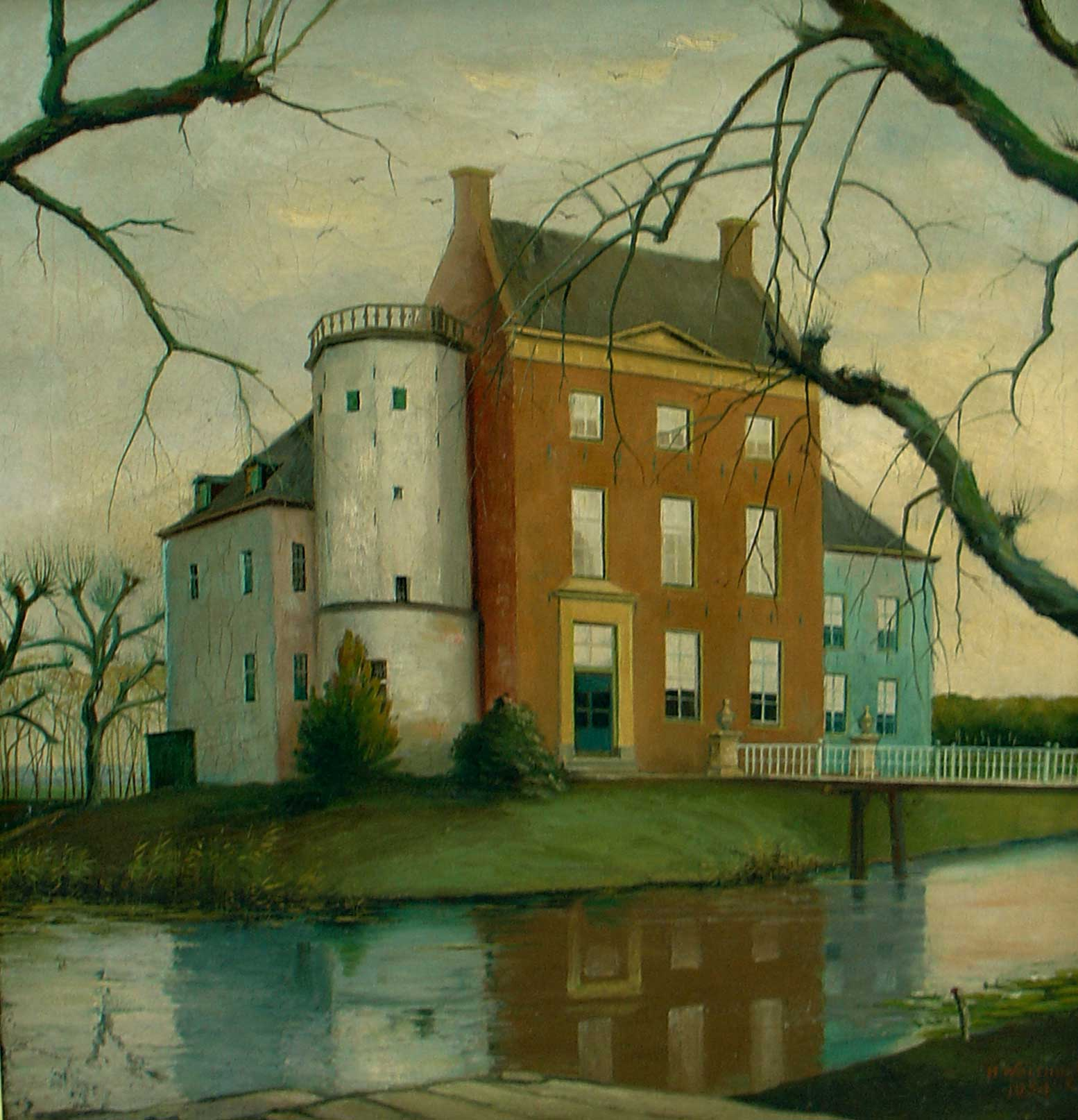
Voormalige borg Dijksterhuis bij Pieterburen
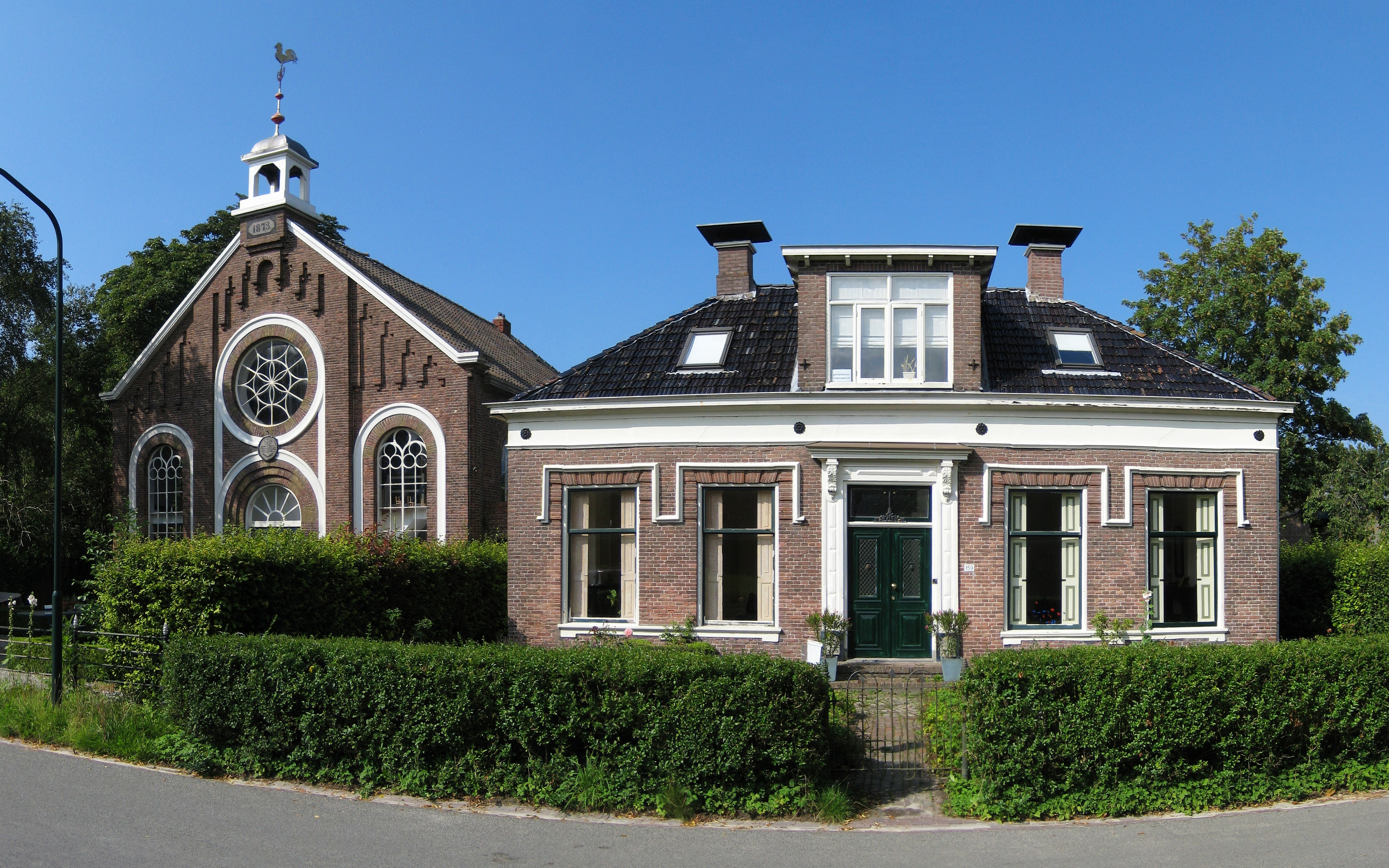
De voormalige vrijgemaakt-gereformeerde kerk en pastorie van Pieterburen (2011)

## Sport en recreatie
- Het dorp is een startplaats voor wadlopers.
- Bij café Bij de buren van Pieter (voorheen: Het Wapen van Hunsingo) begint (of zo men wil eindigt) het Pieterpad.
- Door deze plaats loopt ook de Europese wandelroute E9, ter plaatse Noordzeepad of Wad- en Wierdenpad geheten.
- Door deze plaats lopen ook de fietsroutes EuroVelo EV12 Noordzeeroute, LF Kustroute en Fietserpad.
- Voetbalclub VV PWC (Pieterburen Westernieland Combinatie), speelde van 1967 tot 2012 in Westernieland.

## Geboren
- Dirk Albertus de Groot (1796-1878), predikant
- Harmannus Simon Kamminga (1850-1933), ondernemer en stichter van een charitatief fonds

Pieterburen · Winsum · Groningen · Zuidlaren ·  Rolde · Schoonloo ·  Sleen · Coevorden ·  Hardenberg · Ommen ·  Hellendoorn · Holten · Laren · Vorden ·  Zelhem · Braamt · Millingen aan de Rijn ·  Groesbeek · Gennep ·  Vierlingsbeek ·  Swolgen ·  Venlo ·  Swalmen ·  Montfort ·  Sittard · Strabeek · Sint-Pietersberg

Lange-afstand-wandelpad
Hoofdplaats: Uithuizen

Dorpen: Adorp · Den Andel · Baflo · Bedum · Eenrum · Eppenhuizen · Hornhuizen · Houwerzijl · Kantens · Kloosterburen · 't Lage van de Weg · Lauwersoog · Leens · Leenstertillen · Lutjewolde · Mensingeweer · Molenrij · Niekerk · Noordwolde · Oldenzijl · Onderdendam · Onderwierum · Oosteinde · Oosternieland · Pieterburen · Rasquert · Rodewolt · Roodeschool · Rottum · Saaxumhuizen · Sauwerd · Startenhuizen (deels) · Stitswerd · Tinallinge · Uithuizermeeden · Ulrum · Usquert · Vliedorp · Vierhuizen · Warffum · Warfhuizen · Wehe-den Hoorn · Westerdijkshorn · Westernieland · Wetsinge · Winsum · Zandeweer · Zoutkamp · Zuidwolde · Zuurdijk

Buurtschappen, gehuchten, wierden en buurten: 1e Nijhoezen · 2e Nijhoezen · 't Aagt · Abbeweer · Alinghuizen · Arwerd · Barnegaten · Bellingeweer · Bethlehem · Beusum · Bokum · Breede · Broek · Het Bultje · De Dingen · De Raken · De Vennen · Den Haver · Deikum · Doodstil · Douwen · Duisterwinkel · Eelswerd · Eemshaven · Elens · Ellerhuizen · Ernstheem · Ewer · Grijssloot · Groot Maarslag · Groot Wetsinge · De Haar · Hammeland · Den Hander · Harssens · Hefswal · Hekkum · Helwerd · Heuvelderij · Hiddingezijl · Holwinde · De Hoogte · De Horn · De Houw · 't Houweel · De Hucht · Kaakhorn · Katershorn · Kattenburg · Klei · Kleine Huisjes · Klein Garnwerd · Klein Maarslag · Klein Wetsinge · Kolham · Koningslaagte · Koningsoord · De Knijp · Kruisweg · Lutje Marne · Lutke Saaxum · Maarhuizen · (Marnehuizen) · Menkeweer · Menneweer · Midhalm · Midhuizen · Mollenhuizen · Nijenklooster · Noordpolder · Noordpolderzijl · Obergum · Oldenzijl · Oldorp · Oosterhorn · Oosterhuizen (Eenrum) · Oosterhuizen (Zuidwolde) · Oudedijk · Oudeschip · Paapstil · Panser · Plattenburg · Polen · Ranum · Reidland · Roodehaan · Schapehals · Schaphalsterzijl · Schilligeham · Schouwen · Schouwerzijl · Sint Annerhuisjes · 't Stort · De Streek · Takkebos · Ter Laan · Tijum · Valcum · Valom · Wadwerd · Walsweer · Westerhorn (De Marne) · Westerhorn (Hogeland) · Westerklooster · Westpolder · Wierhuizen · Wierum · 't Wildeveld · Willemsstreek · Zevenhuizen